# Sharon Stoneová

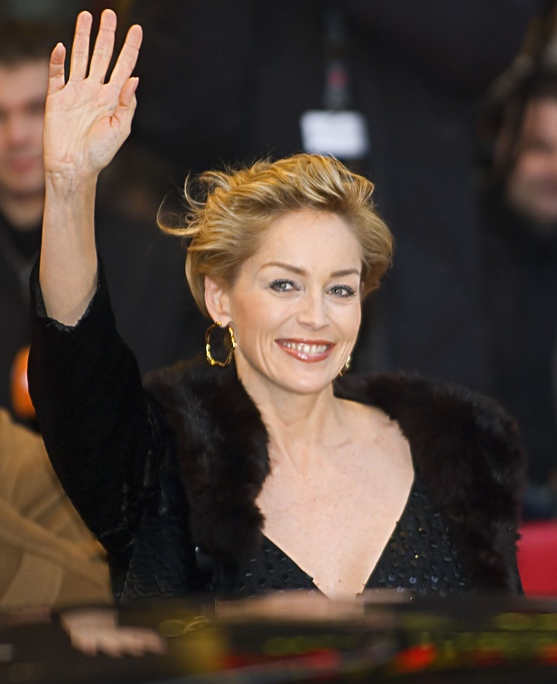
Sharon Stoneová na Berlinale 2007

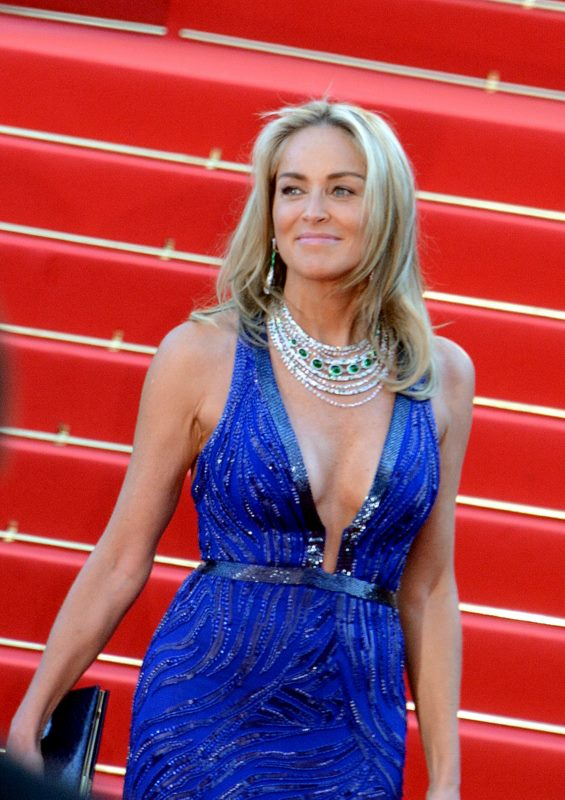
Sharon Stoneová v Cannes 2013

Sharon Stoneová (plným jménem  Sharon Vonne Stone, * 10. března 1958 Meadville, Pensylvánie) je americká herečka, modelka a producentka. Světovou známost získala v roce 1992 rolí v erotickém thrilleru Základní instinkt a rok poté ji posílila dalším erotickým thrillerem Někdo se dívá. V roce 1995 obdržela Zlatý glóbus pro nejlepší herečku za drama Casino. V 90. letech byla jednou z nejlépe placených hollywoodských hereček.
V červenci 2005 navštívila Mezinárodní filmový festival Karlovy Vary, kde převzala Křišťálový globus za mimořádný umělecký přínos světovému filmu. Během rozhovoru o filmu Základní instinkt 2 z téhož roku prohlásila, že má sklony k bisexualitě. Mimo jiné uvedla, že „střední věk je obdobím otevřené mysli“.
Spolu s manželem Philem Bronsteinem adoptovali syna, s rodinou žila v San Francisku. V době vleklého sporu o opatrovnictví syna prodělala v roce 2001 mozkovou mrtvici, s jejímiž následky se potýkala dalších sedm let. Po rozvodu se vrátila do Los Angeles, kde později navázala na svou filmovou kariéru. Jako bezdětná adoptovala tři syny a pro jejich péči i opuštěnou ženu do role náhradní babičky. V roce 2021 vydala svůj životopis pod názvem The Beauty of Living Twice. Trpí cukrovkou.

## Filmografie

#### Film
| Rok  | Název                                                       | Role                          | Poznámky            |
| ---- | ----------------------------------------------------------- | ----------------------------- | ------------------- |
| 1980 | Vzpomínky na hvězdný prach                                  | hezká dívka ve vlaku          |                     |
| 1981 | Jedni a druzí                                               | dívka                         | nekreditovaná role  |
| 1981 | Požehnání smrti                                             | Lana Marcus                   |                     |
| 1984 | Irreconcilable Differences                                  | Blake Chandler                |                     |
| 1985 | Doly krále Šalamouna                                        | Jesse Huston                  |                     |
| 1986 | Allan Quatermain a Ztracené Město Zlata                     | Jesse Huston                  |                     |
| 1987 | Policejní akademie 4: Občanská patrola                      | Claire Mattson                |                     |
| 1987 | Chladná ocel                                                | Kathy Connors                 |                     |
| 1988 | Nico                                                        | Sara Toscani                  |                     |
| 1988 | Action Jackson                                              | Patrice Dellaplane            |                     |
| 1989 | Tam kde končí hvězdy                                        | Laurie McCall                 |                     |
| 1989 | Krev a písek                                                | Doña Sol                      |                     |
| 1990 | Total Recall                                                | Lori Quaid                    |                     |
| 1991 | Řekl, řekla...                                              | Linda Metzger                 |                     |
| 1991 | Hitman                                                      | Kiki                          |                     |
| 1991 | Nůžky                                                       | Angie Anderson                |                     |
| 1991 | Rok zbraní                                                  | Alison King                   |                     |
| 1991 | Kde odpočívají spící psi                                    | Serena Black                  |                     |
| 1992 | Základní instinkt                                           | Catherine Tramell             |                     |
| 1993 | Někdo se dívá                                               | Carly Norris                  |                     |
| 1993 | Poslední akční hrdina                                       | Catherine Tramell             | cameo               |
| 1994 | Křižovatka                                                  | Sally Eastman                 |                     |
| 1994 | Specialista                                                 | May Munro                     |                     |
| 1995 | Rychlejší než smrt                                          | Ellen 'The Lady'              |                     |
| 1995 | Casino                                                      | Ginger McKenna                |                     |
| 1996 | Ďábelská lest                                               | Nicole Horner                 |                     |
| 1996 | Poslední tanec                                              | Cindy Liggett                 |                     |
| 1998 | Koule                                                       | Dr. Elizabeth 'Beth' Halperin |                     |
| 1998 | Mravenec Z                                                  | Princezna Bala (hlas)         |                     |
| 1998 | Max a Kevin                                                 | Gwen Dillon                   |                     |
| 1999 | Gloria                                                      | Gloria Swenson                |                     |
| 1999 | Múza                                                        | Sarah Little                  |                     |
| 1999 | Milionář                                                    | Rosie Carter                  |                     |
| 1999 | Basic Insect                                                | Princezna Bala (hlas)         | krátkometrážní film |
| 2000 | Řezník, kněz a prostitutka                                  | Candy Cowley                  |                     |
| 2000 | Mrcha                                                       | Alice 'Hush' Mason            |                     |
| 2003 | Cold Creek Manor                                            | Leah Tilson                   |                     |
| 2004 | Kontrarozvědka                                              | Sally Cauffield               |                     |
| 2004 | Catwoman                                                    | Laurel Hedare                 |                     |
| 2004 | Zlomené květiny                                             | Laura Daniels Miller          |                     |
| 2006 | Alpha Dog                                                   | Olivia Mazursky               |                     |
| 2006 | Základní instinkt 2                                         | Catherine Tramell             |                     |
| 2006 | Bobby                                                       | Miriam Ebbers                 |                     |
| 2007 | Když se smůla lepí na paty                                  | Karen Fields                  |                     |
| 2007 | I.Q.: Génius                                                | Gloria Fremont                |                     |
| 2007 | Democrazy                                                   | Patricia Hill                 | krátkometrážní film |
| 2008 | Rocket                                                      | Jane Rocket                   |                     |
| 2008 | $5 a Day                                                    | Dolores Jones                 |                     |
| 2009 | Krvavé ulice                                                | Nina Ferraro                  |                     |
| 2011 | Largo Winch 2                                               | Diane Francken                |                     |
| 2012 | Divoká hranice                                              | Sofie Talbert                 |                     |
| 2013 | Lovelace                                                    | Dorothy Boreman               |                     |
| 2013 | Gods Behaving Badly                                         | Aphrodite                     |                     |
| 2013 | Stárnoucí gigolo                                            | Dr. Parker                    |                     |
| 2014 | Un ragazzo d'oro                                            | Angela Blake                  |                     |
| 2014 | Ljubov v bolšom gorodě 3                                    | Ludovica Stern                |                     |
| 2015 | Pod vysokým napětím                                         | matka                         |                     |
| 2015 | Savva: Srdce bojovníka                                      | Puffy (hlas)                  | anglický dabing     |
| 2016 | Matky a dcery                                               | Nina                          |                     |
| 2017 | Running Wild                                                | Meredith Parish               |                     |
| 2017 | Dárek od srdce                                              | Senna Berges                  |                     |
| 2017 | The Disaster Artist: Úžasný propadák                        | Iris Burton                   |                     |
| 2019 | Rolling Thunder Revue: A Bob Dylan Story by Martin Scorsese | Královna krásy                |                     |
| 2019 | Prací automat                                               | Hannah                        |                     |
| 2020 | What About Love                                             | Linda Tarlton                 |                     |
| —    | The Tale of the Allergist's Wife                            | Lee Green                     |                     |

### Televize
| Rok     | Název                                           | Role                              | Poznámky                                  |
| ------- | ----------------------------------------------- | --------------------------------- | ----------------------------------------- |
| 1982    | Víc než další milostný příběh                   | Lynette                           | TV film                                   |
| 1982    | Silver Spoons                                   | Debbie                            | díl: „A Little Magic“                     |
| 1983    | Bay City Blues                                  | Cathy St. Marie                   | 8 dílů                                    |
| 1983    | Remington Steele                                | Jillian Montague                  | díl: „Steele Crazy After All These Years“ |
| 1984    | Mike Hammer                                     | Julie Eland                       | díl: „Shots in the Dark“                  |
| 1984    | Magnum                                          | Diane Dupree and Diedra Dupree    | díl: „Echoes of the Mind“                 |
| 1984    | Vraždy podle kalendáře                          | Cassie Bascomb                    | TV film                                   |
| 1984    | Válka v Las Vega                                | Sarah Shipman                     | TV film                                   |
| 1985    | T. J. Hooker                                    | Dani Starr                        | díl: „Hollywood Starr“                    |
| 1986    | Mr. and Mrs. Ryan                               | Ashley Hamilton Ryan              | neprodaný pilotní díl                     |
| 1988    | Badlands 2005                                   | Alex Neil                         | neprodaný pilotní díl                     |
| 1988    | War and Remembrance                             | Janice Henry                      | 5 dílů                                    |
| 1988    | Slzy v dešti                                    | Casey Cantrell                    | TV film                                   |
| 1994    | The Larry Sanders Show                          | Samu sebe                         | díl: „The Mr. Sharon Stone Show           |
| 1995    | Roseanne                                        | rezidentka karavanového parku     | díl: „Happy Trailers“                     |
| 1999    | Happily Ever After: Fairy Tales for Every Child | Henny Penny (hlas)                | díl: „Henny Penny“                        |
| 2000    | Kdyby zdi mohly mluvit 2                        | Fran                              | TV film                                   |
| 2001–02 | Harold and the Purple Crayon                    | Vypravěč                          | 13 dílů                                   |
| 2003    | Advokáti                                        | Sheila Carlisle                   | 3 díly                                    |
| 2005    | Higglytown Heroes                               | Nicky (hlas)                      | díl: „Twinkle's Masterpiece“              |
| 2005    | Valley of the Wolves                            | Lisa                              | 2 díly                                    |
| 2005    | Will a Grace                                    | Dr. Georgia Keller                | díl: „Blonďatá vůdkyně slepých“           |
| 2006    | Huff                                            | Dauri Rathburn                    | 3 díly                                    |
| 2010    | Zákon a pořádek: Útvar pro zvláštní oběti       | Jo Marlowe                        | 4 díly                                    |
| 2015    | Agent X                                         | více-prezidentka Natalie Maccabee | 9 dílů                                    |
| 2018    | Mozaika                                         | Olivia Lake                       | 9 dílů                                    |
| 2019    | Bude líp                                        | Reiki Davis                       | díl: „Nesting“                            |
| 2020    | The New Pope                                    | —                                 |                                           |
| 2020    | Ratched                                         | —                                 |                                           |